# Trung Phố

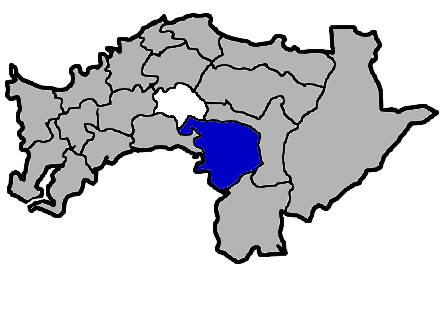
Vị trí tại huyện Gia Nghĩa

Trung Phố (tiếng Trung: 中埔鄉; bính âm: Zhōngpù Xiāng) là một hương (xã) của huyện Gia Nghĩa, tỉnh Đài Loan, Trung Hoa Dân Quốc (Đài Loan). Hương xưa kia là nơi cư trú của thổ dân Tsou và hiện có một điểm du lịch là "thôn dân tộc Trung Hoa". Tổng diện tích của Trung Phố là 129,5016 km², dân số vào tháng 8 năm 2011 là 47.345 người thuộc 15.463 hộ gia đình, mật độ cư trú đạt 365,6 người/km².